# Dalstorps landskommun
Dalstorps landskommun var en tidigare kommun i dåvarande Älvsborgs län.

## Administrativ historik
I samband med att 1862 års kommunalförordningar trädde i kraft inrättades denna landskommun i Dalstorps socken i Kinds härad i Västergötland.
När 1952 års kommunreform genomfördes bildade den storkommun genom sammanläggning med de tidigare kommunerna Ölsremma, Ljungsarp, Nittorp och Hulared.
1 januari 1953 överfördes från Tranemo landskommun och Mossebo socken till Dalstorps landskommun och Nittorps socken ett område omfattande en areal av 0,83 km² land och med 156 invånare. Området bestod av den del av orten Grimsås som låg i Mossebo socken och Tranemo landskommun. Området fortsatte att tillhöra Mossebo församling.
Kommunen ombildades 1971 till Dalstorps kommun och uppgick 1974 i Tranemo kommun.

### Kyrklig tillhörighet
I kyrkligt hänseende hörde Dalstorps landskommun till Dalstorps församling. 1 januari 1952 tillkom församlingarna Hulared, Ljungsarp, Nittorp och Ölsremma. 1 januari 1953 tillkom del av Mossebo församling.

## Geografi
Dalstorps landskommun omfattade den 1 januari 1952 en areal av 264,02 km², varav 254,10 km² land.

### Tätorter i kommunen 1960
| Tätort   | Folkmängd |
| -------- | --------- |
| Grimsås  | 321       |
| Dalstorp | 276       |

Tätortsgraden i kommunen var den 1 november 1960 20,6 procent.

## Politik

### Mandatfördelning i valen 1946-1970
| 6 | 9 | 2 | 3 |

| 18 |

| 7 | 17 | 5 | 6 |

| 33 |

| 6 | 2 | 15 | 5 | 7 |

| 32 |

| 5 | 3 | 15 | 4 | 8 |

| 32 |

| 7 | 2 | 15 | 5 | 6 |

| 31 |

| 8 | 16 | 5 | 6 |

| 31 |

| 9 | 16 | 5 | 5 |

| 32 |